# تیم ملی فوتبال زنان گرجستان
تیم ملی فوتبال زنان گرجستان نماینده گرجستان در مسابقات بین‌المللی فوتبال است. گرجستان در گروه ۷ مقدماتی در جام جهانی فوتبال زنان ۱۹۹۹ شرکت کرد، اما پس از دو بازی مقابل یوگسلاوی (۰–۱۱) و ترکیه (۰–۱) از دور مسابقات حذف شد. پس از این، گرجستان تا مسابقات قهرمانی اروپا در سال ۲۰۰۹ در مسابقات مقدماتی حضور نداشت. سپس گرجستان با ترکیه، ایرلند شمالی و کرواسی همگروه شد. گرجستان بدون کسب هیچ امتیازی در گروه خود آخر شد.
گرجستان اولین برد خود را در ۱۱ مه ۲۰۰۹ با پیروزی ۳–۱ مقابل مقدونیه کسب کرد و همچنین اولین گل خود را در یک بازی رقابتی در آن سال، در شکست ۱–۳ مقابل اسکاتلند در مقدماتی جام جهانی ۲۰۱۱ به ثمر رساند. با این حال، آنها همچنین یک رکورد شکست جدید در آن سال ثبت کردند، دوره مقدماتی با شکست ۰–۱۵ مقابل دانمارک آغاز شد. در دوره مقدماتی بعدی برای قهرمانی اروپا ۲۰۱۳ و جام جهانی ۲۰۱۵ این تیم نتوانست از مرحله مقدماتی صعود کند و در هر دو دوره در رتبه سوم از چهار تیم قرار گرفت.